# 張仲景
張仲景（150年—219年），名機，字仲景，以字行，南陽郡涅陽縣（今河南鄧州市和鎮平縣一帶）人，東漢末年醫學家。汉灵帝时曾任长沙太守。

## 生平
据张仲景在《伤寒杂病论》中所写的自序，东汉末年动乱频繁，疫病流行，人民病死者很多，张仲景自幼目睹的家族中过半人口过早地死于疾病。“建安纪年以来，犹未十稔，其死亡者，三分有二，傷寒十居其七。”這引發了他發憤學習醫學的決心，“乃勤求古训，博采众方，撰用《素问》、《九卷》、《八十一难》、《阴阳大论》、《胎胪药录》，并《平脉辨证》，为《伤寒杂病论》合十六卷”。
張仲景著《傷寒雜病論》是他一生最大的成就。但除此之外，人们對他所知不多。張仲景在《後漢書》中無傳，最初提及此人的是西晉皇甫謐的著作，張仲景事蹟又見於《宋校傷寒論序》。《宋校傷寒論序》引唐代甘伯宗《名醫錄》，但《名醫錄》此書在宋代之後就已失傳。據此，他為南陽人，師事張伯祖，曾經出任過長沙太守，因此被後世称为张长沙。但关于仲景任长沙太守之事是否属实，后世尚有争议，因為《名醫錄》為唐人著作，南北朝人的著作都未提及此事，考諸史書上也沒有相關的記載。清孫鼎宜認為，張機應為張羨之誤，章太炎反对此說。

### 逸闻
相傳東漢末年，張仲景告老還鄉後，在家鄉白河岸邊見百姓捱饑受寒，耳朵凍爛，在冬天，他叫弟子在南陽東關附近搭棚派藥，用羊肉、驅寒草藥煮熬成「祛寒嬌耳湯」，加入用饀皮包成耳朵狀的「嬌耳」，據說吃後身體會發熱，兩耳很快就痊癒了。張仲景派藥持續到年三十。年初一時，人們開始仿嬌耳樣子做過年的食物，並在初一早上吃，稱之為「餃子」。
在晉皇甫謐《針灸甲乙經》序中，記載了張仲景為王粲看病的逸事：「仲景見侍中王仲宣時年二十餘，謂曰：君有病，四十當眉落，眉落半年而死，令服五石湯可免。仲嫌其言忤，受湯而勿服。居三日，見仲宣謂曰：服湯否？仲宣曰：已服。仲景曰：色候固非服湯之診，君何輕命也？仲宣猶不言。後二十年果眉落，後一百八十七日而死，終如其言。此二事雖扁鵲、倉公無以加也。」雖然事近傳奇，但也可以顯示當時人對張仲景醫術的敬服。

## 医学成就
張仲景与谯郡华佗、侯官董奉齐名，并称“建安三医”，元、明朝以后被奉为“医圣”，並在其墓地修建医圣祠。而且他医德高尚，曾弃官归乡行医，为广大百姓治病。
其親著《傷寒雜病論》是中醫史上第一部理、法、方、藥具備的經典，在中国医学史上首次提出辨证论治法，形成独特的思想体系。喻嘉言稱此書：「為眾方之宗、群方之祖。不仅为国内历代医学家所尊崇，而且被日本、朝鲜、欧美诸国医学家效法
《漢書藝文志》中，將漢之前的醫學典籍總結為為重視經絡針灸的醫經派，與重視本草湯液的經方派二者；這兩大傳統的發展，形構了漢之前的中醫體系。醫經派的主要代表著作，《黃帝內經》，傳統上認為，是傷寒論成書的主要依據，後世醫者也多援引內經以發明傷寒論微旨。如清朝《醫宗金鑑》〈傷寒論註序〉：「《傷寒論》，後漢張機所著，發明內經奧旨者也，並不引古經一語，皆出心裁，理無不該，法無不備，蓋古經皆有法無方，自此始有法有方，啟萬世之法程，誠醫門之聖書。」
但根據晉皇甫謐序《針灸甲乙經》：「仲景論廣伊尹《湯液》為數十卷，用之多驗。」以及近代從敦煌出土的梁陶宏景《輔行訣臟腑用藥法要》記載：「漢晉以還，諸名醫輩，張機、衛汜 [汛]、華元化、吳普、皇甫玄晏、支法師、葛稚川、范將軍等，皆當代名賢，咸師式此《湯液經法》，湣救疾苦，造福含靈，其間增減，雖各擅其異，或致新效，似亂舊經，而其旨趣，仍方圓之於規矩也。」「外感天行，经方之治有二旦、六神、大小等汤。昔南阳张机，依此诸方，撰《伤寒论》一部 ，疗治明悉，后学咸尊奉之。」《湯液經法》一書，在漢書藝文志的分類中，屬於經方一派。這證明傳統上認為傷寒論「不引古經一語」的看法是錯誤的，傷寒論中所使用的方劑，主要援引自已失傳的《湯液經法》，這也是張仲景著作的主要依據。
因此，張仲景可說是兩漢醫經、經方二派的集大成者，他使用的方劑很多是來自經方派；而六經辨證的手法，則是來自《黃帝內經》；此外，更加上他個人的心得與經驗。將傷寒與雜病共論， 湯液與針灸並用，打破了《素問熱論》中六經只辨傷寒的局限性，因此， 無論傷寒、 雜病和它們互相挾雜的複雜問題， 都能用六經辨證方法概括而無遺。稱仲景為醫中之聖，傷寒論為中醫之魂，實不為過。
張仲景的著作在中醫領域內影響深遠，遠自晉朝王叔和，唐朝孫思邈，下至金元四大家，清朝葉天士、吳鞠通，無不是由鑽研仲景學之後，才能卓然成家。歷代註解傷寒論者，不下數十家，各有見解，這也推動了中醫思想的不斷進步。至明清時，傷寒論中的方劑，被尊為「經方」，影響遠至朝鮮、日本。

## 著作

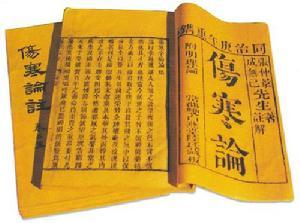
《伤寒论》

《伤寒杂病论》于公元210年撰写完成，共十六卷。该书面世不久即散失，经后人多次收集整理，成《伤寒论》、《金匮要略》二书，分论外感寒热与内科杂病。

## 纪念
长春中医药大学附属医院與河南中医学院校园内有张機全身石像。仲景文化是河南省南阳最具特色的地域文化、医药文化。

### 命名
- 张仲景国医学院
- 仲景宛西制药

## 延伸阅读
- 廖育群. . 上海: 上海交通大學出版社. 2012 （中文（中国大陆））.

## 外部連結
- . ceps.com.tw.   [2008-09-05]. （原始内容存档于2015-05-10） （中文（臺灣））.
- 傷寒論 （页面存档备份，存于） 中藥方劑圖像數據庫 (香港浸會大學中醫藥學院) （中文）（英文）
- 金匱要略 （页面存档备份，存于） 中藥方劑圖像數據庫 (香港浸會大學中醫藥學院) （中文）（英文）